# トリビューンしこく
株式会社トリビューンしこく（トリビューンしこく）とは、徳島県徳島市にあるローカル新聞社である。

## 概要
同紙は、毎月3回（5日・15日・25日）に郵送で新聞を発行するとともに、最新ニュースを毎週月曜・水曜・金曜の3日間配信する「トリビューンNET-NEWS」も有料会員制で発行している。
徳島県の地方自治・経済・文化のほか、大阪文化に関連した記事も掲載されている。
ネガティブ・オプション（送りつけ詐欺）を行っていることが指摘されている。